# Witalij Popkow
Witalij Ołeksandrowycz Popkow (ukr. Віталій Олександрович Попков, ur. 16 czerwca 1983 w Nowosielicy) – ukraiński kolarz torowy i szosowy, srebrny medalista torowych mistrzostw świata.

## Kariera
Największy sukces w karierze Witalij Popkow osiągnął na mistrzostwach świata w Palma de Mallorca w 2007 roku, gdzie wspólnie z Maksymem Poliszczukiem, Witalijem Szczedowem i Lubomyrem Połatajko wywalczył srebrny medal w drużynowym wyścigu na dochodzenie. W latach 2002–2004 trzykrotnie zdobywał tytuł mistrza Europy do lat 23 w tej samej konkurencji. W 2004 roku brał także udział w igrzyskach olimpijskich w Atenach, gdzie w drużynowym wyścigu na dochodzenie był szósty. Cztery lata później, podczas igrzysk olimpijskich w Pekinie w indywidualnym wyścigu na dochodzenie ukończył rywalizację na czternastej pozycji. Ponadto na mistrzostwach świata w Kopenhadze w 2010 roku wraz z kolegami z reprezentacji był piąty w drużynie i dziewiąty indywidualnie.

## Najważniejsze osiągnięcia

### tor
- 2002
  -  1. miejsce w mistrzostwach Europy (do lat 23, wyścig druż. na dochodzenie)
- 2003
  -  1. miejsce w mistrzostwach Europy (do lat 23, wyścig druż. na dochodzenie)
- 2004
  -  1. miejsce w mistrzostwach Europy (do lat 23, wyścig druż. na dochodzenie)
- 2007
  -  2. miejsce w mistrzostwach świata (wyścig druż. na dochodzenie)

### szosa
- 2010
  - 1. miejsce w GP Donieck
  - 1. miejsce w GP Adygeja
  - 1. miejsce w Rogaland GP
  -  1. miejsce w mistrzostwach Ukrainy (start wspólny)
  -  1. miejsce w mistrzostwach Ukrainy (jazda ind. na czas)
- 2012
  - 1. miejsce na 6. etapie Wyścig Solidarności i Olimpijczyków
  - 1. miejsce na 4. etapie Dookoła Mazowsza
  - 1. miejsce w Tour of Szekerland
  - 3. miejsce w Tour of China II
- 2013
  - 1. miejsce w Wyścig Solidarności i Olimpijczyków
    - 1. miejsce na 1. etapie